# Alessandro Bosetti

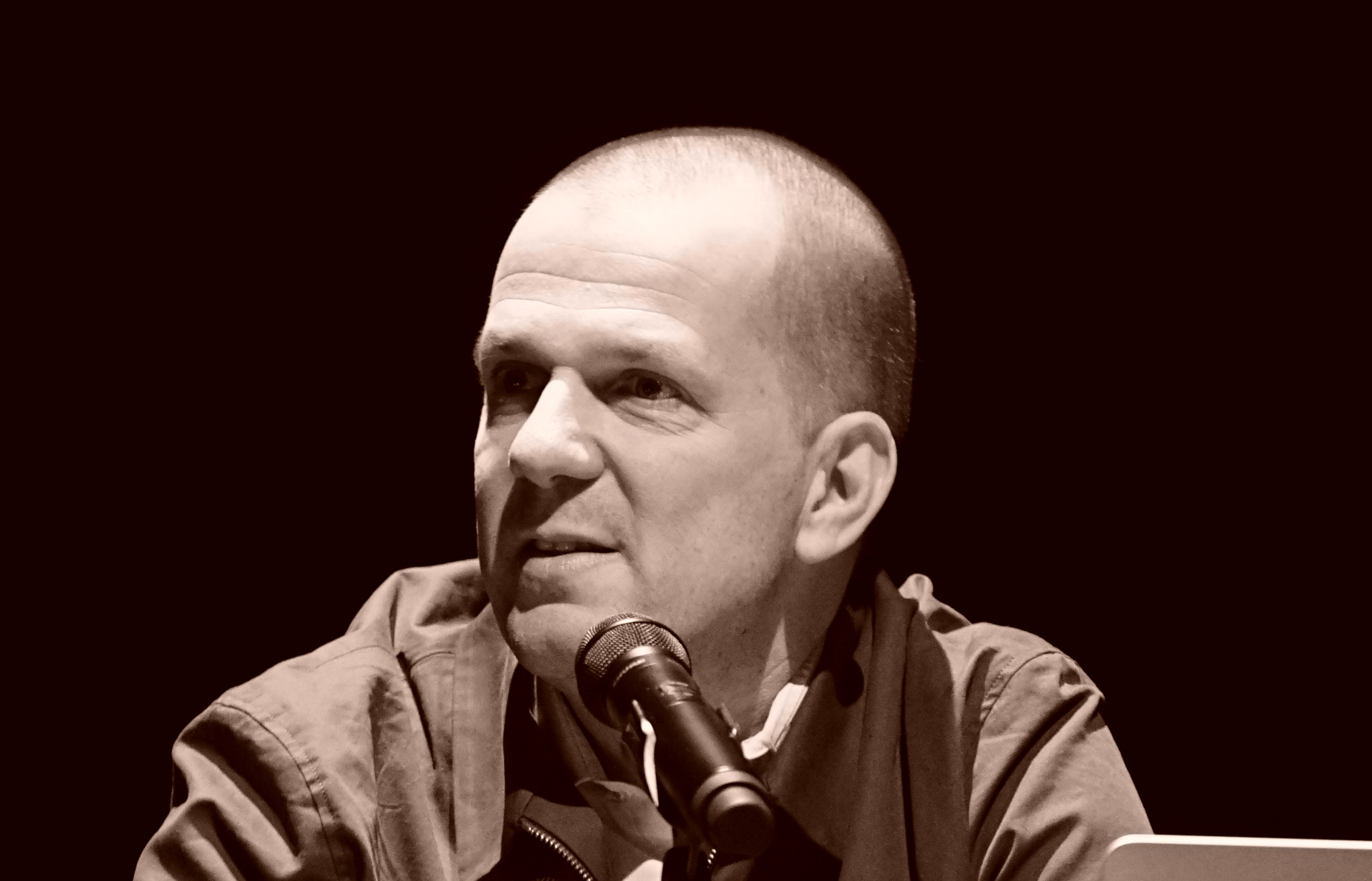
2019

Alessandro Bosetti (* 1973 in Mailand) ist ein italienischer Performance-Künstler, Komponist und Jazzsaxophonist.
Bosetti, der sich mit musikalischen Strukturen der Sprache und ungewöhnlichen Aspekten der sprachlichen Kommunikation (wie Missverständnissen bei der Übersetzung zwischen verschiedenen Sprachen) beschäftigt, verfasst Text-Klang-Kompositionen, die er in Live-Performances präsentiert und als Rundfunkarbeiten und CDs veröffentlicht.
Zu den Live-Performances zählen u. a. Mask Mirror, ein Sampler, der gesprochene Worte in Realzeit bearbeitet, wobei er auf die Sprachbedeutung ebenso wie auf die Sprachmelodie reagiert, Her Name für Stimme und Laptop und The Pool and the Soup (2007), eine Sprachimprovisation.
Für die Klanginstallation zwölfzungen, die 2005 vom Deutschlandradio Kultur präsentiert wurde, vertonte Bosetti Texte in elf Sprachen. Für african feedback reiste er mit CD-Aufnahmen experimenteller elektroakustischer Musik durch Westafrika und ließ sie sich von unvorbereiteten Hörern beschreiben und kombinierte dann Musik und Beschreibungen. Für The Whistling Republic bediente er sich der Übersetzung eigener Texte in die Pfeifsprache El Silbo der Bewohner La Gomera.
Bosetti lebt und arbeitet seit 2000 in Berlin.

## Diskografie (Auswahl)
- Alessandro Bosetti / Peter Kowald: Postura, 1999
- Alessandro Bosetti / Michel Doneda / Bhob Rainey: Placés dans l'Air, 2002
- Alessandro Bosetti/Annette Krebs, 2002
- Zona, Soloalbum, 2004
- Affrican Feedback, 2007
- Zwölfzungen, 2010
- Royals, 2011
- Der italienische Manierismus, 2012
- Stille Post. Radio Works: 2003 – 2011, 2016
- Didone, 2021 (mit Giulia Zaniboni, Dan Kinzelman, Luca Perciballi, Glauco Salvo, Simone Sferruzza, Andrea Grillini)
- FasFari, 2024

## Feature
- 2012: Wörterberge (Unterwegs im alpinen Europa) – auch Regie (Feature – DKultur)